# Utetes somaliacola
Utetes somaliacola är en stekelart som först beskrevs av Fischer 2000.  Utetes somaliacola ingår i släktet Utetes och familjen bracksteklar. Inga underarter finns listade i Catalogue of Life.